# Dead Space (2023)
Dead Space ist ein 2023 veröffentlichtes Computerspiel-Remake des im Jahr 2008 erschienen Dead Space, des ersten Spiels der gleichnamigen Videospielserie. Publisher des Remakes ist Electronic Arts. Das von Motive Studios entwickelte Remake wurde für die Plattformen Windows, PlayStation 5 und Xbox Series konzipiert.
Im Juli 2021 wurde das Spiel mit einem Teaser angekündigt, ohne ein Veröffentlichungsdatum zu nennen. Die Veröffentlichung wurde am 11. März 2022 zunächst für das Frühjahr 2023 angekündigt. Der Third-Person-Shooter wurde am 27. Januar 2023 veröffentlicht.
Das Spiel behält Setting, Handlung und Spielprinzip des Originals bei, bietet jedoch fortgeschrittene Grafik, ein alternatives Story-Ende im sogenannten New-Game-Plus-Modus sowie eine Spielmechanik, die den Spieler die Schwerelosigkeit zu seinem Vorteil einsetzen lässt. Außerdem machten sich die Entwickler die seitdem erschienene neunte Generation der Solid-State-Drives zunutze, um das Spiel ohne Ladebildschirme zu konzipieren.

## Synchronisierung
Aufgrund von Anpassungen der Handlung erhielt Dead Space Remake eine komplett neue deutsche Synchronisation. Die Rolle des Protagonisten Isaac Clarke, der im Original noch stumm verblieb, wurde wieder von Tom Jacobs vertont, der ihn bereits in Dead Space 3 sprach. Die Rolle von Clarkes Vorgesetzten Zach Hammond, wurde dieses Mal von Marios Gavrilis übernommen, der Erik Schäffler ersetzte. Wie bereits in den vorherigen Spielen der Serie wird Isaac Clarke in der englischen Fassung vom Synchronsprecher Gunner Wright vertont. Am 25. Januar 2023 wurden die Sprecher des Remakes vorgestellt.
| Rolle                       | Dead Space (2008) | Dead Space (Remake)     |
| --------------------------- | ----------------- | ----------------------- |
| Isaac Clarke                | stumm             | Tom Jacobs              |
| Sgt. Zach Hammond           | Erik Schäffler    | Marios Gavrilis         |
| Nicole Brennan              | Tina Eschmann     | Demet Fey               |
| Kendra Daniels              | Joey Cordevin     | Jenny Bischoff          |
| Dr. Challus Mercer          |                   | Andreas Meese           |
| Dr. Terrence Kyne           | Rainer Schmitt    | Andreas Laurenz Maier   |
| Captain Benjamin Matthius   | Reent Reins       | Sascha von Zambelly     |
| First Comms Operator Bailey | Sascha Draeger    |                         |
| Aidan Chen                  |                   | Michael-Che Koch        |
| Jacob Temple                |                   | Matthias Kiel           |
| Hailey Johnston             |                   | Elena Galindo y Killmer |
| Dr. Elizabeth Cross         |                   | Anja Jazeschann         |
| Brant Harris                |                   | Cédric Cavatore         |

## Musik
Die Originalmusik von Jason Graves wurde beibehalten, neue musikalische Elemente und Cues wurden von Trevor Gureckis komponiert. Graves hatte zuvor an der ursprünglichen Spieltrilogie gearbeitet.

## Rezeption
Dead Space erhielt laut dem Rezensionsdatenbank Metacritic „allgemein positive Kritiken“. Wertungsaggregator OpenCritic fasste über 140 Rezensionen der Computerspielpresse zu einer plattformübergreifenden Gesamtwertung von 89 aus 100 Punkten zusammen und vergab das Label „Mächtig“. 96 Prozent der Kritiker würden das Spiel empfehlen.
IGN lobte das Spiel in den höchsten Tönen und sagte, dass Motive Studio das Sci-Fi-Horror-Universum „mit seinem atemberaubend neu gestalteten Raumschiff, der intelligent und subtil verbesserten Geschichte und den spektakulär neu gestalteten Actionszenen“ verjüngt hat. The Guardian beschrieb es als eine gestraffte Version von Dead Space, die den Spielfluss flüssiger macht und „das straffe Tempo und den kraftvollen Vorwärtsdrang des Originals aufgreift.“ Eurogamer gefielen die Änderungen an der Ishimura, die sie als „hartnäckig und lebendig“ bezeichnete, aber der Meinung war, dass Issacs neue Stimme vom Schrecken ablenkte. Kotaku missfielen die unveränderten Bosskämpfe, die sie als „langweilig“ und „methodisch“ bezeichneten. Polygon lobte das neue Audiosystem, das dem Spiel hinzugefügt wurde: „Die Geräusche der Ishimura sind vielschichtig – das Dröhnen der Maschinen und die jenseitigen Schreie sind ein ständiger Verstärker der Angst“. Die Publikation kommentierte auch die Entwicklung von Isaac als Protagonist und lobte die Interaktionen, die er mit dem Rest der Crew hat, um den emotionalen Einsatz zu verbessern. GameSpot war überzeugt, dass das Remake nur marginale Verbesserungen gegenüber der Version von 2008 vorgenommen hat, lobte es aber dennoch als „die Quintessenz eines der besten Spiele des Survival-Horror-Genres“. PC Gamer lobte das Spiel dafür, dass es die ursprüngliche Erzählung mit viel mehr Details erweitert, was sie hoffen ließ, dass diese Bemühungen in eine legitime Fortsetzung einfließen könnten.